# Auranofine
L'auranofine est un complexe d'or organique utilisé en chrysothérapie sous la marque Ridaura comme traitement contre la polyarthrite rhumatoïde après l'échec des autres médications possibles telles que le méthotrexate. 
L'auranofine atténue les symptômes de l'arthrite, y compris les articulations douloureuses et sensibles ainsi que la raideur matinale. C'est un traitement moins risqué que les thiolates d'or plus répandus (aurothiomalate de sodium et aurothioglucose) mais une méta-analyse de 66 essais cliniques a conclu qu'il est moins efficace.
Son mécanisme d'action n'est pas encore bien compris. On pense que la molécule agit au niveau des résidus de cystéine dans le site actif des facteurs de transcription pro-inflammatoires, ce qui bloquerait leur liaison aux séquences d'ADN cibles.
Il est administré par voie orale et est disponible dans de nombreux pays de l'Union européenne.

## Étymologie
La marque Ridaura dérive son nom de l'anglais Remission-Inducing Drug + Auranofine (médicament induisant la rémission et auranofine) .